# Урочище Зоря
Урочище Зоря — ландшафтний заказник місцевого значення. Об'єкт розташований на території Покровського району Донецької області, Красно армійське лісництво, квартал 39.
Площа — 109 га, статус отриманий у 2002 році.